# Cranosina transversa
Cranosina transversa is een mosdiertjessoort uit de familie van de Calloporidae. De wetenschappelijke naam van de soort is voor het eerst geldig gepubliceerd in 1941 door Silén.